# Шрестха, Тика
Тика Рам Шрестха (англ. Tika Ram Shrestha; род. 1 июня 1964 или 9 февраля 1964, Катманду) — непальский спортивный стрелок. Участник летних Олимпийских игр 2004 года.

## Биография
Тика Шрестха родился 1 июня (по другим данным, 9 февраля) 1964 года в непальском городе Катманду.
Имеет военное образование. Заниматься стрелковым спортом начал в 1993 году, с 1999 года участвовал в соревнованиях. Тренировался под началом Б. Шаха.
В 2002 году участвовал в летних Азиатских играх в Пусане. В стрельбе из пневматического пистолета с 10 метров занял 42-е место, набрав 570 очков.
В 2004 году выступал на этапе Кубке мира в Бангкоке, где в стрельбе из пневматического пистолета с 10 метров с 570 очками занял 57-е место, однако этот результат дал ему олимпийскую лицензию.
В том же году вошёл в состав сборной Непала на летних Олимпийских играх в Афинах. В стрельбе из пневматического пистолета с 10 метров занял предпоследнее, 46-е место, набрав в квалификации 579 очков и уступив 15 очков худшим из попавших в финал Джейсону Паркеру из США и Че Сон Тэ из Южной Кореи.
В 2014 году участвовал в чемпионате Азии в Кувейте, где в стрельбе из пневматического пистолета с 10 метров занял 32-е место, набрав 584,0 очка.

## Семья
Женат, есть ребёнок.